# Vittoria Mongardi
Vittoria Mongardi (Bologna, 26 febbraio 1926 – Bologna, 26 novembre 1975) è stata una cantante, attrice e indossatrice italiana.

## Biografia
Inizia la carriera di attrice giovanissima, nel 1940, recitando con lo pseudonimo di Ria Gardi ne Il re del circo; nello stesso periodo svolge l'attività di indossatrice.

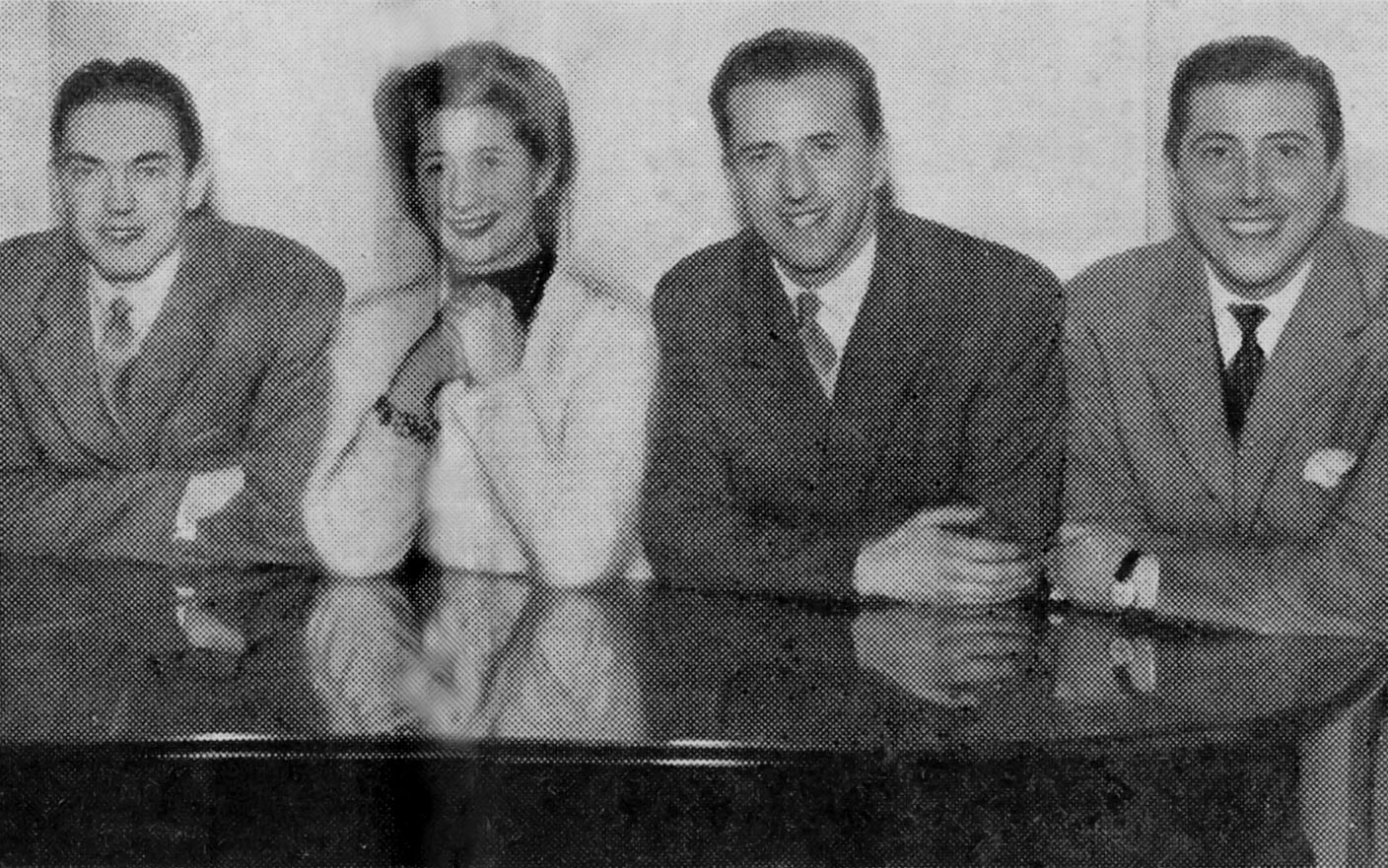
Vittoria Mongardi con Franco Rovi, Guido Cergoli e Antonio Basurto (1950)

Trasferitasi nel 1946 a Trieste, iniziò ad esibirsi negli spettacoli per le forze armate; notata dal maestro Guido Cergoli, debuttò a Radio Trieste nel 1948.
In seguito cantò per qualche anno per l'orchestra diretta da Armando Fragna, alla quale ritornò dopo una non breve parentesi nell'orchestra di Cinico Angelini.
Nel 1950 ottenne il suo primo successo con il brano Sapevi di mentire; nel 1954 partecipò al Festival di Sanremo con i brani Notturno (classificatosi al quarto posto), Angeli senza cielo, Aveva un bavero e Rose.
Nel 1957 vinse il Festival della Canzone Italiana di Toronto con il brano Casetta in Canadà, in coppia al Duo Fasano.
Agli inizi degli anni sessanta lascia l'Italia e comincia ad esibirsi nei locali di tutto il mondo.
Tra i suoi successi: L'uomo della mia vita, Cicocì, Il mambo del trenino, Arriva la corriera.
È morta nel 1975 all'età di 49 anni a seguito di un male incurabile.

## Discografia parziale

### Album
- 1983 - Vittoria Mongardi (Fonit Cetra, PL 667)

### Singoli

#### 78 giri
- 1951 - Dolce Amanda/Lavorare che fatica (Cetra, DC 5268)
- 1951 - No, badrone!.../Disperazione mia (Cetra, DC 5286)
- 1952 - Vola canzone d'amore/Valzer infinito (Cetra, DC 5454)
- 1952 - Vecchia America/Mambo del trenino (Cetra, DC 5550)
- 1952 - E' tanto bello amare/Mi basta un raggio di sole (Cetra, DC 5608)
- 1952 - I tre gemelli/Si si no no (Cetra, DC 5654)

#### 45 giri
- 1956 - Piccola Italy/Rome by night (Italdisc, VM1)
- 1957 - Io vendo baci/Vogliamoci tanto bene (Italdisc, VM2)
- 1957 - Lisboa antigua/Scusami (Italdisc, VM3)
- 1957 - Croce di oro/Domani (Italdisc, VM10)
- 1957 - Casetta in Canadà/Non rispondere di no (Italdisc, VM11)
- 1958 - Ricordando pic-nic/Un filo di speranza (Italdisc, VM12)
- 1959 - Uno a me, uno a te/Love In The Night (Poker Record, PNP 037)
- 1959 - L'amore esiste solo vicino a te/Sei tutta da guardar (Italartist, 1301 V; lato B cantato da Ariodante Dalla)
- 1959 - Amore lontano/Sei come un'onda (Italartist, 1302 V; lato B cantato da Ariodante Dalla)
- 1961 - Magica illusione/Un paradiso nel cuore (Italartist, 1306)
- 1965 - Dimmi arrivederci/Sinfonia degli angeli (Refert Record, 0126)

#### Flexy disc
- 1959 - Scusami (Nuova Enigmistica Tascabile, N 10003/NET 227)

## Filmografia
- Il re del circo, regia di Hans Hinrich (1941)
- Turbine, regia di Camillo Mastrocinque (1941)
- Sancta Maria, regia di Edgar Neville e Pier Luigi Faraldo (1941)
- L'ultimo ballo, regia di Camillo Mastrocinque (1941)
- Ore 9: lezione di chimica, regia di Mario Mattoli (1941)
- Rita da Cascia, regia di Antonio Leonviola (1943)
- Canzone d'amore, regia di Giorgio Simonelli (1954)